# Bluebell Railway

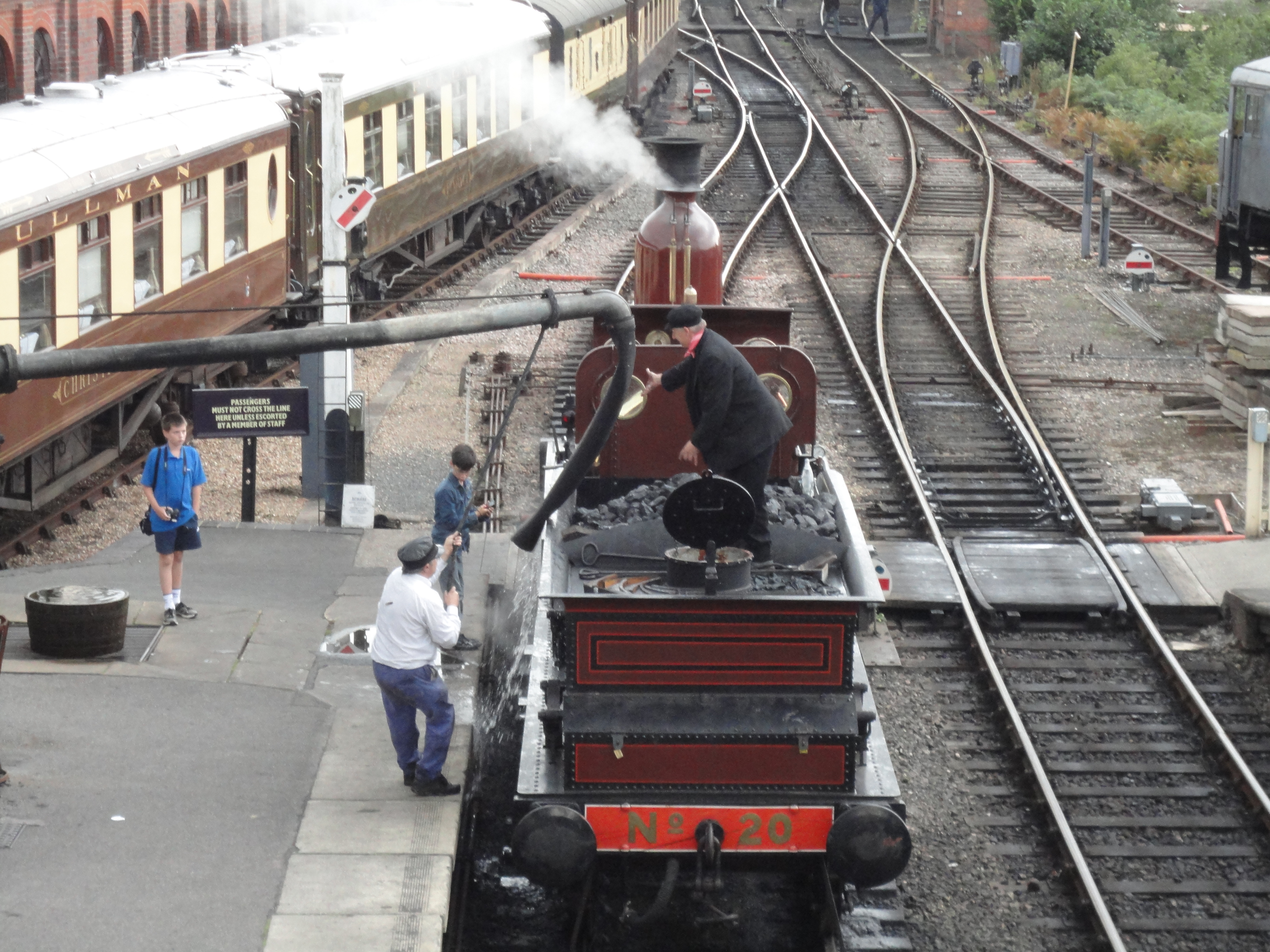
Заправка паровоза водой

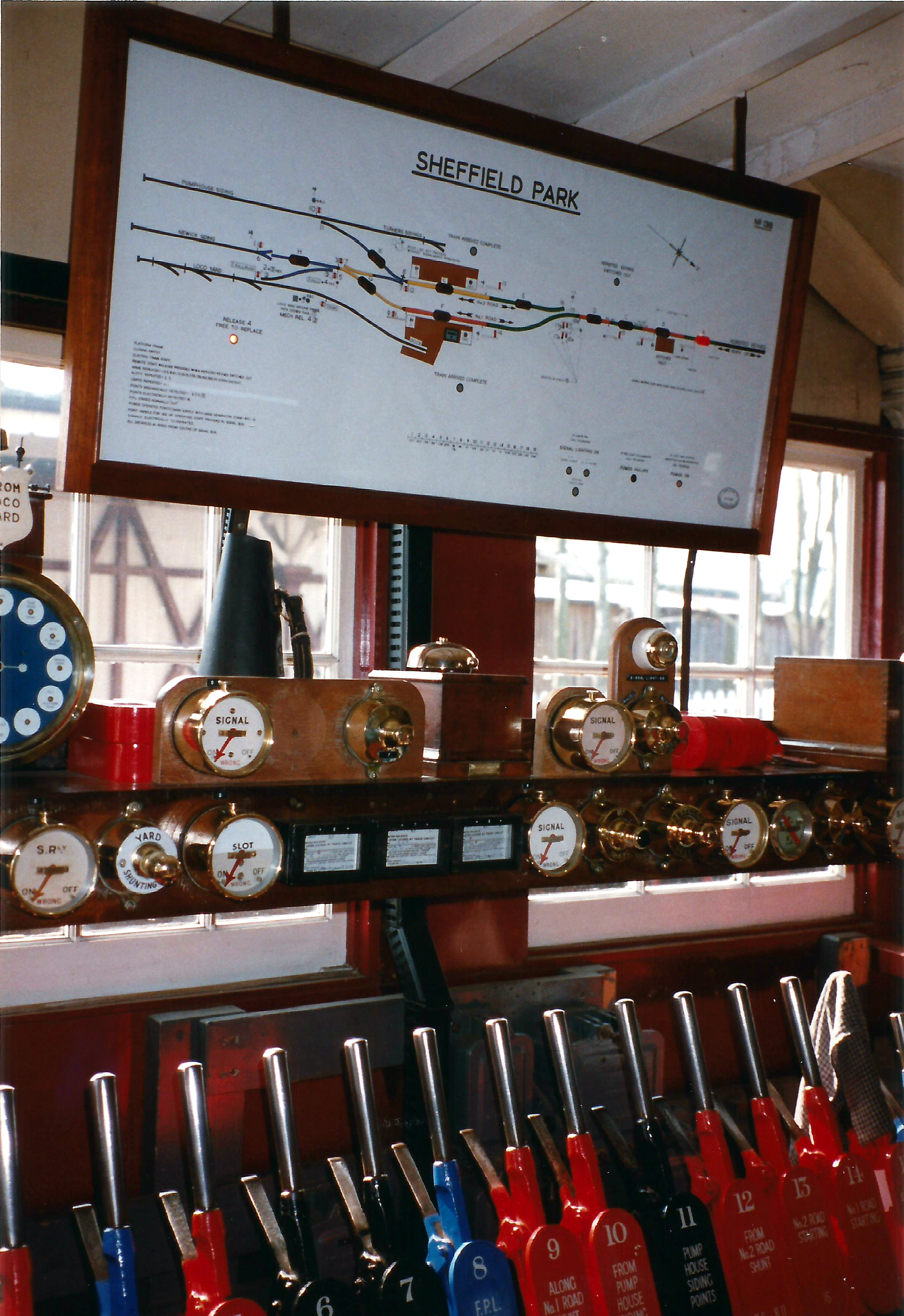
Интерьер сигнальной будки

Bluebell Railway (буквальный перевод: Bluebell — пролеска, и Railway — железная дорога) — действующая историческая железная дорога в Великобритании, открытая для публики 7 августа 1960 года. Линия протяжённостью 17,7 км (11 миль) расположена вдоль границы Восточного и Западного Суссекса. Эксплуатируется частично между станциями Шеффилд-парк и Кингскоут, и обслуживается в основном волонтёрами.
Дорога имеет крупнейшую в Великобритании после Национального железнодорожного музея коллекцию паровозов и почти 150 вагонов разных классов (в основном 1 и 2); соответственно, цена билетов разнится в зависимости от класса вагона. Некоторые вагоны находятся на реставрации в мастерской на станции Хорстед-Кейнс (англ. Horsted Keynes).
В 2007 году отмечали 125-ю годовщину железной дороги, а в течение первых двух недель августа 2010 года — полувековой юбилей музея.

## История
В 1877 году решением Парламента начато строительство железной линии Lewes and East Grinstead Railway (L&EGR). Линию спонсировало множество местных землевладельцев, включая Генри Норта Холройда (англ.), графа Шеффилда. В 1878 году Парламент позволил компании London, Brighton and South Coast Railway Company (англ.) приобрести и эксплуатировать новую линию.
Линия имела шесть станций. Станция в Баркуме (англ.) была вблизи деревни, остальные пять — разбросаны среди населённых пунктов с целью обслуживать возможно большее количество пассажиров. Округ Chailey имел две станции: одна в Шеффилд-парке, а другая в Ньюик-Чейли. Место для строительства станций рассчитывалось с учётом места проживания спонсоров. Таким образом станция Шеффилд-парк построена с учётом нужд графа Шеффилда, а Ньюик-Чейли — для усадеб Ньюик-парк и Риденс двух других спонсоров.

## Станции

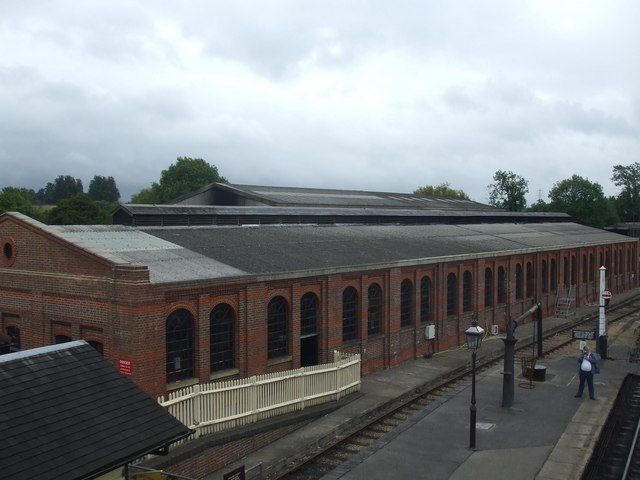
Новое локомотивное депо в Шеффилд-парк

Действующие на сегодняшний день[когда?]:
- Sheffield Park
- Freshfield Halt (закрыто)
- Bluebell Halt (закрыто)
- Horsted Keynes
- West Hoathly (закрыто)
- Kingscote
- Imberhorne Halt (реконструируется/строится)
- East Grinstead (реконструируется/строится)

Первоначальные:
- East Grinstead Low Level
- Kingscote
- West Hoathly
- Horsted Keynes
- Sheffield Park
- Newick and Chailey
- Barcombe
- Lewes

## См. также

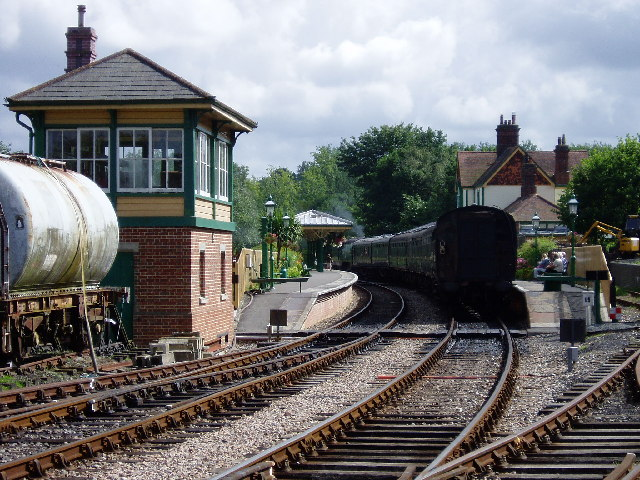
Станция Кингскоут